# GABBR1
GABBR1 (англ. Gamma-aminobutyric acid (GABA) B receptor, 1) — R1-субъединица G-белок-связанного ГАМКB-рецептора, кодируемая геном GABBR1.

## Функция
ГАМКB1 является рецептором для гамма-аминомасляной кислоты (ГАМК). При связывании, ГАМКB1 производит медленный и продолжительный ингибирующий эффект. ГАМКB-рецептор состоит из гетеродимера двух связанных 7-трансмембранных субъединиц R1 и R2. Ген GABBR1 локализован в хромосоме 6p21.3 в HLA класса I вблизи гена HLA-F. Локусы восприимчивости к рассеянному склерозу, эпилепсии и шизофрении также были локализованы в этой области. Альтернативный сплайсинг этого гена генерирует четыре варианта транскрипта.